# 職業情報ネットワーク
職業情報ネットワーク（しょくぎょうじょうほうネットワーク、英: Occupational Information Network、O*NET）は、数百の職業定義を含む仕事に関する無料のオンラインデータベースである。それは学生、求職者、企業、労働力を開発する専門家が現在のアメリカにある仕事の全体像を理解するのに役立つことを目的としている。このデータベースは、1990年代にノースカロライナ州雇用安定委員会（現在はノースカロライナ州商務省の一部）への助成金を通じて、米国労働省/雇用訓練局（USDOL/ETA）の後援の下で開発された。ジョン・L・ホランドの職業モデルは、しばしばホランドコードと呼ばれ、O*NETの 「興味」（Interests）のセクションで用いられている。
日本では、2020年3月19日に職業情報提供サイトとして日本版O-NETがリリースされた。日本版O-NETは、米国の職業情報データベース（O*NET）をモデルとして、日本の厚生労働省が開発を行い、約500の職業情報が掲載されており、それぞれの職業の一つ一つに、職業紹介動画や職業解説文、職業興味、仕事価値観、求められるスキル、必要なタスクなど、職業横断的に共通化された尺度の数値データが掲載されている。また、いずれも無料で検索・活用できるため、企業の人材戦略、学生・社会人のキャリア形成等に幅広く活用することができる。

## 歴史
1938年から1990年代まで、米国政府が提供する職業リストと雇用のマッチングは、「The Dictionary of Occupational Titles」や「DOT」という本を通して入手できるようになっていた。DOTは1938年に最初に出版され、「工業経済の中で誕生し、ブルーカラーの仕事を重視した」ものであった。定期的に更新され、DOTは長年にわたって有用な職業情報を提供してきたものの、経済が情報と対人サービスの方向へ移行し、重工業から離れていくにつれ、その有用性は薄れていった。その経済の移行に伴い、DOTの書籍形式をオンラインデータベースに置き換える計画が立てられた。1997年12月には限定の予備版が公開され、1998年12月には一般版が公開された。このようにして、O*NETは、「オンラインで、あるいはさまざまな公共・民間のキャリア情報システムや労働市場情報システムを通じてアクセスできる最新の情報で、70年前の職業名辞書に取って代わる」ものとなった。DOTからO*NETへの移行の決定は、「開始から20年を迎えようとしているにもかかわらず、論争の的となっている（Gibson, Harvey, & Harris, 2007; Harvey, 2009; Harvey & Hollander, 2002）」（例：APDOT, 1992）。また、多くの応用心理学者がO*NETを賞賛している（例：Peterson, Mumford, Borman, Jeanneret, Fleishman, Levin, Campion, Mayfield, Morgeson, Pearlman, Gowing, Lancaster, Silver, & Dye, 2001）。

## 概要
O*NETのシステムは、DOTとは様々な点で異なる。O*NETはデジタルデータベースであり、DOTの「固定フォーマット」とは対照的に、「ユーザーがニーズに合わせてデータを再構成できる柔軟なシステム」を提供している。それは産業社会ではなく情報社会の雇用ニーズを反映しており、政府やユーザーの費用が印刷された本よりはるかに安く、新しいデータが収集されたときに更新するのが容易である。米国労働省/雇用訓練局(USDOL/ETA)は、O*NETを次のように説明している。「職業要件と労働者属性のデータベース。必要とされるスキルや知識、仕事の進め方、典型的な仕事の設定などの観点から職業を説明している。企業、教育者、求職者、人事担当者、公的資金を提供する労働力投資システムなどが、競争の激しいグローバル経済の人材ニーズを満たすために利用することが可能である。O*NETの情報は、業界のコンピテンシーモデルの作成をサポートしている」。
O*NETでは、各職種ごとに以下の情報を提供している。
- 個人的な要件：仕事を遂行するために必要なスキルと知識
- 個人の特性：仕事をする上で必要な能力・興味・価値観
- 経験要件：業務に必要なトレーニングとライセンスのレベルと経験
- 職務要件：業務に関わる物理的、社会的、組織的要因を含む業務活動と文脈
- 労働市場：職業観と仕事の賃金水準[7]